# گراهام پل
گراهام پل (زاده ۲۹ ژوئیه ۱۹۶۳) داور فوتبال اهل انگلستان است.
وی در جام جهانی فوتبال ۲۰۰۲ و جام جهانی فوتبال ۲۰۰۶ قضاوت کرده است.